# Jałowiec (Góry Wałbrzyskie)
Jałowiec (niem. Jägerbänke, 751 m n.p.m.) – wzniesienie w Sudetach Środkowych, w Górach Wałbrzyskich, w pasmie Gór Czarnych.

## Położenie
Wzniesienie położone na terenie Parku Krajobrazowego Sudetów Wałbrzyskich na zachód od miejscowości Głuszyca, we wschodniej części Gór Czarnych.
Jest to powulkaniczne wzniesienie zbudowane ze skał wylewnych – porfirów oraz ich tufów w kształcie górskiego grzbietu z płaską częścią szczytową i niewyraźnie zaznaczonym wierzchołkiem o stromych południowym i północnym zboczu.
Wzniesienie w całości porośnięte jest lasem regla dolnego. Poniżej szczytu u podnóża południowego zbocza na wysokości około 640 m n.p.m. na skarpie doliny potoku Rybna grupa ciekawych skałek.

## Turystyka
Zachodnią częścią grzbietu prowadzi szlak turystyczny.
- niebieski – fragment szlaku z Wałbrzycha przez Przełęcz Pod Borową do Sokołowska
- do stacji Wałbrzych Główny przez Ptasie Rozdroże[1]